# BMW M47
| M47                            | M47                                             |
| ------------------------------ | ----------------------------------------------- |
|                                |                                                 |
| Виробник:                      | BMW                                             |
| Марка:                         | M47                                             |
| Тип:                           | Чотирициліндровий двигун                        |
| Робочий об'єм:                 | - 2,0 л (1951 куб.см) - 2,0 л (1994 куб.см) см3 |
| Максимальна потужність:        | 85–120 кВт (114–161 к.с.) кВт                   |
| Максимальний обертовий момент: | 265–340 Н⋅м (195–251 фунт⋅фут) Н·м              |
| Конфігурація:                  | Рядний, 4-циліндровий                           |
| Циліндрів:                     | 4                                               |
| Клапанів:                      | 16                                              |
| Хід поршня:                    | - 88 мм (3,46 дюйма) - 90 мм (3,54 дюйма) мм    |
| Діаметр циліндра:              | - 84 мм (3,3 дюйма) мм                          |
| Ступінь стиску:                | 16,1:1-16,5:1                                   |
| Система живлення:              | прямого впорскування Common Rail                |
| Охолодження:                   | рідинне охолодження                             |
| Матеріал блоку циліндрів:      | чавун                                           |
| Ресурс:                        | 300 тис. км.                                    |
| Тактність (число тактів):      | 4                                               |
| Червона зона:                  | 4750 об/хв                                      |
| Рекомендоване паливо:          | Дизельне паливо EN 590                          |

BMW M47 — рядний чотирициліндровий дизельний двигун з турбонаддувом, вироблений конценом BMW. Виробництво почалося в березні 1998 року на заводі BMW у Штайрі. Варіанти випускалися компанією BMW з 1998 по 2007 рік. Протягом усього терміну служби M47 BMW поступово впроваджував системи впорскування палива високого тиску Common Rail.
Двигуни, вперше представлені в BMW E46 (320d) в 1998 році, спочатку були оснащені розподільним насосом VP44. У вересні 2001 року (в E46 318d тільки з 2003 року) вони були переглянуті і відтепер називалися M47TÜ. Ця версія була оснащена системою уприскування Common Rail і турбокомпресором з регульованими направляючими лопатками на турбіні.
Він замінив M41 а наступником його став N47 у 2007 році.

## M47D20
Оригінальний дизельний двигун M47 мав безпосереднє впорскування палива без системи Common Rail і 2,0 л; 119,1 дюйм3 (1 951 см3) блок. Вперше побачений у 1998 році M47D20 випустив 100 кВт (134 к. с.) і 280 Н⋅м (207 фунт⋅фут) у оригінальному вигляді 320d/520d і 85 кВт (114 к. с.) з 265 Н⋅м (195 фунт⋅фут) у варіанті 318d. Усі двигуни M47 мають один вихровий і один тангенціальний впускний отвір на циліндр, кожен з яких може покращити продуктивність за різних умов. Ці функції не слід плутати з вихровими закрилками , які були представлені в M47TUD20.
Застосування:
- 85 кВт (114 к. с.) and 265 Н⋅м (195 фунт⋅фут)
  - 2001–2003 E46 318d
- 100 кВт (134 к. с.) and 280 Н⋅м (207 фунт⋅фут)
  - 1999–2001 E46 320d
  - 2000–2003 E39 520d

## M47R
Rover Group (Велика Британія) і Steyr (Австрія) працювали разом над модифікацією M47D20, щоб створити поперечну конфігурацію для використання в седані Rover 75 з переднім приводом, а також у їхньому повнопривідному Land Rover Freelander. Пізніше MG Rover встановив цей двигун на Rover 75 Tourer і MG ZT. M47R ("M47 Rail") відрізняється від оригінального дизайну впровадженням технології Common-Rail, поперечної орієнтації, інших турбокомпресорів і більш складних систем управління температурою. Однак ядро 2,0 л; 119,1 дюйм3 (1 951 см3) головки M47R і M47D20 однакові. Поєднання системи Common Rail з відносно невеликим об’ємом двигуна створило проблеми з температурою двигуна. Було додано більше обладнання для контролю температури, що також допомогло збільшити вагу, споживання палива та витрати на виробництво. Завод BMW Steyr виробляв і постачав двигуни M47R з такою ж потужністю, як і M47D20, з 1999 по 2006 рік.
Застосування:
- 1999–2004 Rover 75 CDT
- 1999–2005 Rover 75 CDTi
- Land Rover Freelander 2001–2006
- 2001–2004 MG ZT CDT
- 2001–2005 MG ZT CDTi

## M47TUD20
Повнопривідні моделі BMW X3 і задньопривідні моделі BMW 320d, виготовлені приблизно з вересня 2001 по грудень 2004, були оснащені M47TU («Технічне оновлення M47»). Точний тиждень виробництва невідомий і, ймовірно, відбувся пізніше 33-го тижня виробництва в 2001 році (наприклад, не можна покладатися на номерний знак BMW 320d, зареєстрований у Великобританії 51, щоб мати M47TU).
Об'єм двигуна був розширений до 2,0 л; 121,7 дюйм3 (1 995 см3), і він зберіг систему форсунок Common Rail, яка виявилася популярною в менших двигунах M47R і більших M57. Ці зміни дозволили BMW збільшити крутний момент і зменшити споживання палива, особливо на нижчих обертах. Однак ці модифікації додали 50 кг (110 фунт) до загальної ваги та відповідно збільшених викидів. У Великобританії нових характеристик M47TU було достатньо, щоб підняти BMW 320d до наступної найвищої категорії страхування та наступного найвищого діапазону акцизного податку на транспортні засоби (дорожнього податку).
М47ТU був настільки хороший, що BMW зробив його доступним у 320Cd купе.
M47TUD20 представив нові загальні точки відмови. Найголовнішим серед них був новий механізм вихрової заслінки, вбудований у впускний колектор. Він складався з кількох поворотних клапанів у кожному окремому вхідному тракті, які кріпилися до приводного стрижня за допомогою двох маленьких гвинтів. Стало зрозуміло, що з часом ці гвинти можуть ослабнути через вібрацію тощо. Коли це станеться, вони можуть потрапити у відповідний циліндр, завдаючи значної шкоди поршню, головці циліндра та клапанам. Якщо не пощастить, турбонаддув може бути пошкоджений, якщо гвинт пройде через випускний клапан у колектор і згодом у турбонаддув. Ці несправності траплялися в такій кількості, що ряд спеціалізованих журналів BMW опублікували статті про цю проблему, включаючи інформацію про те, як зняти вихрові заслінки. Для тих, хто бажає провести профілактичне технічне обслуговування двигуна M47TUD20, існують компанії, які постачають та/або встановлюють заглушки, щоб дозволити повністю видалити ці вихрові заслінки. У 2006 році компанія BMW вирішила цю проблему, представивши сильніші вихрові заслінки та шпинделі більшого діаметру, виготовлені з пластику.
Застосування:
- 85 кВт (114 к. с.) and 280 Н⋅м (207 фунт⋅фут)
  - 2003–2005 E46 318d
- 110 кВт (148 к. с.) and 330 Н⋅м (243 фунт⋅фут)
  - 2001–2005 E46 320d
  - E83 X3 2.0d (up to end of 2006)

## M47TU2D20
Двигун був знову оновлений у 2004 році як M47TU2D20. Все ще на 2,0 л; 121,7 дюйм3 (1 995 см3), він виробляв більше потужності в усьому діапазоні.
Застосування:
- 90 кВт (121 к. с.) and 280 Н⋅м (207 фунт⋅фут)
  - E87 118d
  - E90/E91 318d
- 120 кВт (161 к. с.) and 340 Н⋅м (251 фунт⋅фут)
  - E60/E61 520d
  - E87 120d
  - E90/E91 320d
  - E83 X3 2.0d (end of 2006 onwards)

## Варіанти
| Модифікація | Об'єм | Потужність при об/хв, Крутний момент при об/хв | Червона зона | Рік  |
| ----------- | ----- | ---------------------------------------------- | ------------ | ---- |
| M47D20      | 1991  | 116 к.с.(85 кВт) 4000, 265 Нм 1750             | 4750         | 1998 |
| M47D20      | 1991  | 136 к.с.(100 кВт) 4000, 280 Нм 1750            | 4750         | 1998 |
| M47TUD20    | 1995  | 116 к.с.(85 кВт) 4000, 280 Нм 1750             | 4750         | 2001 |
| M47TUD20    | 1995  | 148 к.с.(110 кВт) 4000, 300 Нм 2000-2500       | 4750         | 2001 |
| M47TU2D20   | 1995  | 121 к.с.(90 кВт) 4000, 280 Нм 2000             | 4750         | 2004 |
| M47TU2D20   | 1995  | 163 к.с.(120 кВт) 4000, 340 Нм 2000-2750       | 4750         | 2004 |